# Jay Acovone
Jay Acovone (n. 20 de agosto de 1955) es un actor estadounidense que nació en Mahopac, Nueva York.

## Carrera
Acovone protagonizó en varias películas durante la década del 2000 y también apareció en varias series de televisión incluyendo Beauty and the Beast y Hollywood Beat. También apareció como Charles Kawalsky en la temporada 1, 2, 3 y 8 en Stargate SG-1. También hizo de oficial en Terminator 3: La rebelión de las máquinas. 
También apareció en Criminal Minds. También apareció en un episodio de Friends. 
Apareció en tres episodios de Sliders y en la película Cruising.
En Independence Day interpretó a un guarda que al principio le niega la entrada al personaje de Will Smith en el Área 51.
En 2013 interpreta al agente Gibbs en el episodio de NCIS, "Prime Suspect."